# Tiest van Gestel
Jan Baptist Jozef „Tiest” van Gestel (ur. 29 marca 1881 w Goirle, zm. 9 lutego 1969 tamże) – holenderski łucznik, mistrz olimpijski.
Van Gestel startował na Letnich Igrzyskach Olimpijskich 1920 w Antwerpii. Podczas tych igrzysk sportowiec wraz z holenderską reprezentacją zdobył złoty medal w celu ruchomym z 28 metrów. Wśród holenderskich łuczników Van Gestel miał czwarty wynik (388 punktów); taki sam wynik miał też Janus van Merrienboer. Cała ośmioosobowa drużyna zdobyła 3087 punktów, wyprzedzając drugą Belgię o ponad 160 oczek. Była to jedyna konkurencja olimpijska, w której startował.